# Rifugio della Gardetta
Il rifugio della Gardetta è un rifugio alpino situato nel comune di Canosio (CN), in valle Maira, nelle Alpi Cozie, a 2.335 m s.l.m.

## Storia
Deriva dalla ristrutturazione di un antico ricovero militare utilizzato nella seconda guerra mondiale  ed è stato inaugurato nel 1994.

## Caratteristiche e informazioni

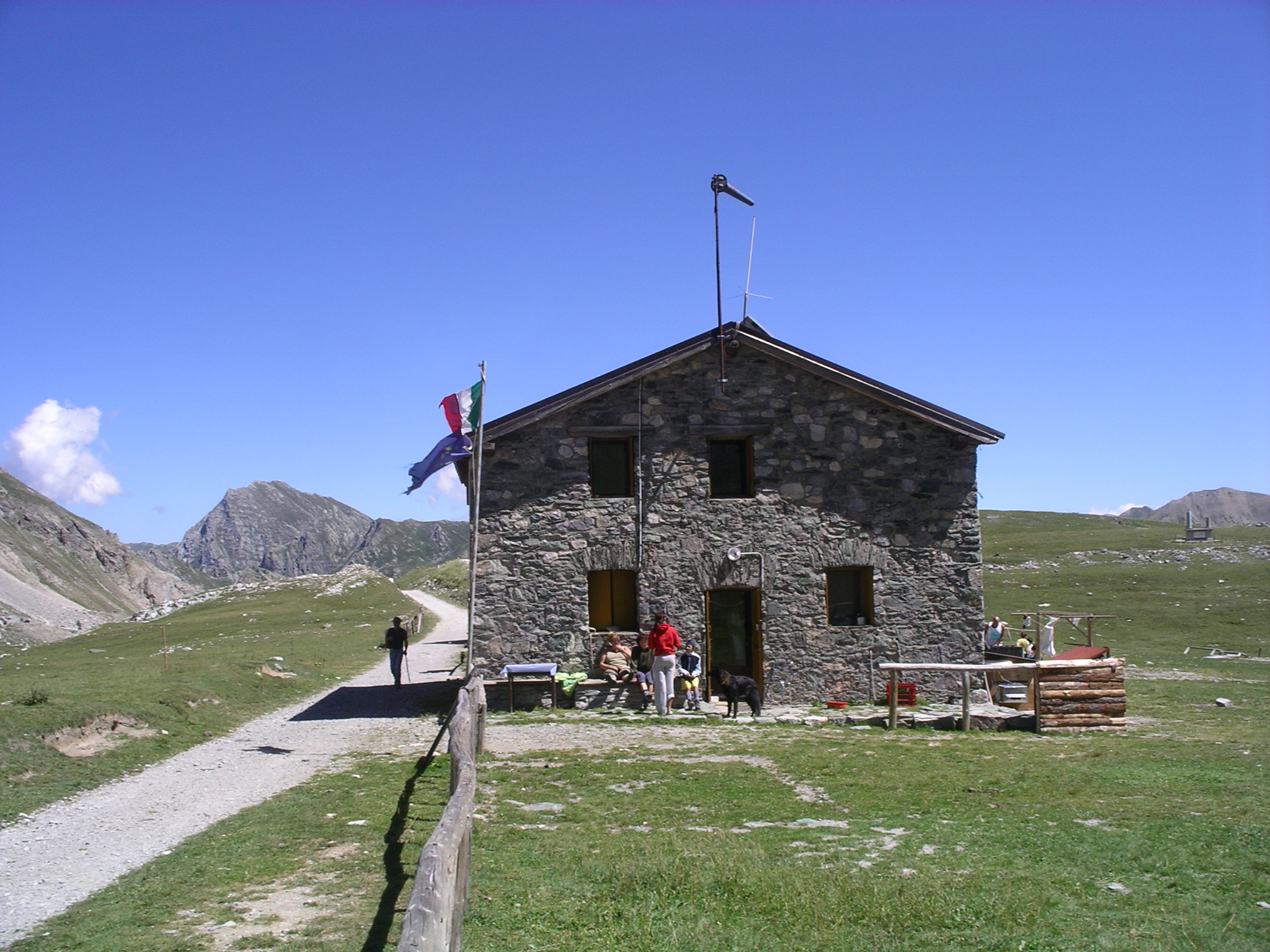
Uno degli edifici che compongono il rifugio

Sorge sull'Altopiano della Gardetta, poco ad est del passo Gardetta, in comune di Canosio (CN). È una costruzione a due piani in muratura di pietrame, con l'interno rivestito in legno. È dotato di servizi igienici interni, acqua corrente interna anche calda, cucina e 45 posti letto; offre però anche servizio ristorazione. L'impianto elettrico è alimentato da pannelli fotovoltaici. È aperto in maniera continuativa dal 15 giugno al 30 settembre, a richiesta negli altri periodi dell'anno; non ha un locale invernale. La struttura alpina si trova sotto uno dei cieli più bui d'Europa, che rende possibile osservare tutte le costellazioni, accompagnati da un esperto, durante le numerose serate delle stelle, offerte gratuitamente dal rifugio.

## Accessi
L'accesso più comodo è dal colle Valcavera, seguendo la vecchia rotabile militare che attraversa in direzione ESE-ONO l'altopiano della Gardetta fino al passo omonimo. Il colle di Valcavera può essere raggiunto da Demonte in valle Stura, da Castelmagno in valle Grana, o dal vallone di Marmora in valle Maira. Un accesso alternativo, più lungo, è da Canosio, in valle Maira, risalendo il vallone del Preit fino al colle del Preit, che dà sull'altopiano della Gardetta. Altro accesso possibile è da Acceglio, risalendo il vallone di Unerzio su strada per poi raggiungere il passo della Gardetta su sentiero. Tutti gli itinerari sono di tipo escursionistico con difficoltà T; sono però caratterizzati da una certa lunghezza.

## Ascensioni
- Rocca la Meja (2831 m)
- Monte Oserot (2860 m)
- Monte Cassorzo (2776 m)
- Punta Eco (2701 m)

## Traversate
Il rifugio si trova in prossimità del percorso della Grande Traversata delle Alpi, in particolare della variante nota come percorso delle alte valli, sulla tappa che unisce Pontebernardo a Chialvetta. Questa tappa coincide con la tappa R136 del percorso rosso della Via Alpina.
È inoltre posto tappa per il trekking dei Percorsi Occitani, anello di 15 giorni intorno alla valle Maira; in particolare, si trova a cavallo della decima tappa (Chialvetta - rifugio Gardetta) e dell'undicesima tappa (Gardetta - Arata di Marmora).
La zona dove sorge il rifugio vide sorgere in passato numerose fortificazioni del Vallo Alpino del Littorio, al cui complesso la stessa struttura del rifugio apparteneva. I resti di queste fortificazioni sono oggi visitabili utilizzando il rifugio come punto d'appoggio o posto tappa.